# Dryopsophus pearsonianus
Espèce
Synonymes
- Hyla pearsoni Copland, 1960 nec Gaige, 1929
- Hyla pearsoniana Copland, 1961
- Litoria pearsoniana (Copland, 1961)

Statut de conservation UICN

 NT  : Quasi menacé
Dryopsophus pearsonianus est une espèce d'amphibiens de la famille des Pelodryadidae.

## Répartition

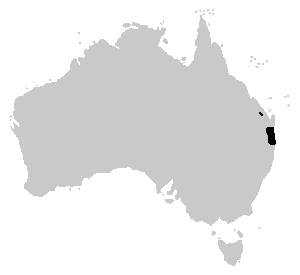
Distribution de Dryopsophus pearsonianus

Cette espèce est endémique de l'Est de l'Australie. Elle se rencontre entre 200 et 1 000 m d'altitude de Kadanga du Sud-Est du Queensland au parc national de Gibraltar Range au Nord-Est de la Nouvelle-Galles du Sud,.
La population isolée dans le parc national de Kroombit Tops au centre du Queensland a été décrite comme espèce séparée Dryopsophus kroombitensis.

## Description

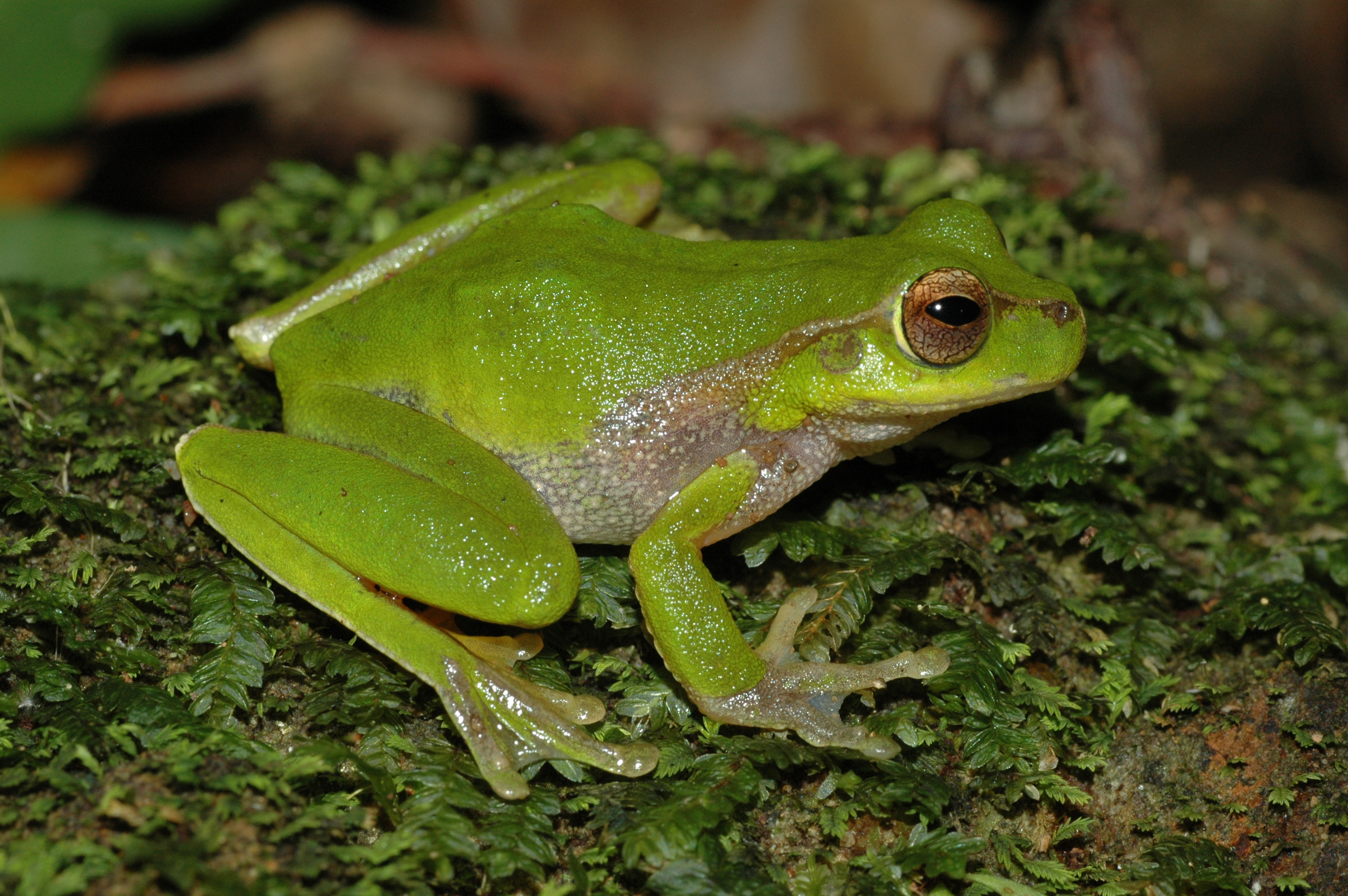
Litoria pearsoniana

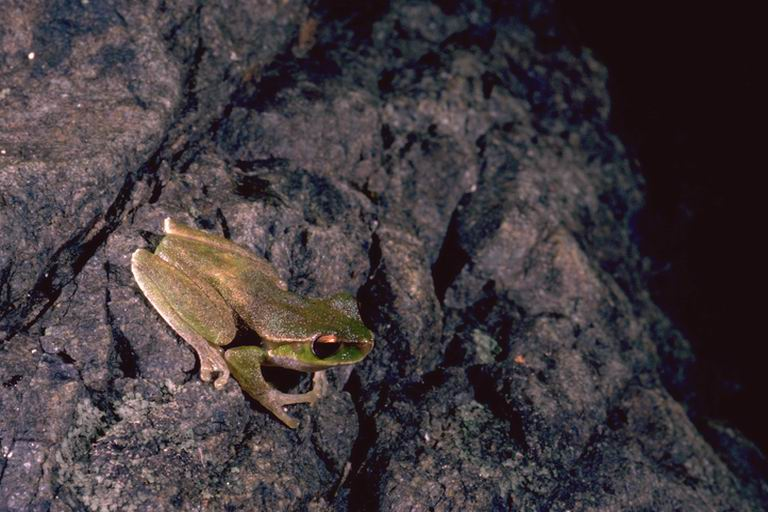
Litoria pearsoniana

Les mâles mesurent de 24 à 29 mm et les femelles de 30 à 37 mm.

## Étymologie
Cette espèce est nommée en l'honneur de John C. Pearson, qui a collecté l'holotype.

## Publications originales
- Copland, 1960 : A new tree-frog (genus Hyla) from Queensland. Proceedings of the Linnean Society of New South Wales, vol. 85, p. 154-156 (texte intégral).
- Copland, 1961 : A new name for Hyla pearsoni, preoccupied (Amphibia). Proceedings of the Linnean Society of New South Wales, vol. 86, p. 168 (texte intégral).